# Испанско-уругвайские отношения
Испанско-уругвайские отношения — двусторонние отношения между Испанией и Уругваем. Уругвай был до 1810 года частью Испанской империи.

## История
Испания колонизировала многие регионы Южной Америки, включая так называему Восточную полосу, к которой принадлежал Уругвай. В 1726 году Бруно Маурусио де Сабала, испанский военный деятель, основал Монтевидео, столицу Уругвая, которая являлась важной гаванью Непобедимой армады.
Испания не признавала независимость Уругваю вплоть до второй половиный 19 столетия.
Двусторонние отношения начали интенсивно развиваться в 20 веке. В 1983 году Хуан Карлос I посетил Уругвай с официальным визитом, который пришёлся  на окончание военной диктатуры в этой стране.
1 марта 1985 года Фелипе Гонсалес принял участие в инаугурации президента Уругвая Хулио Мария Сангинетти. Впоследствии Филипп VI посещал президентские инаугурации представляя Испанию.
В 1996 году король Испании Хуан Карлос I совершил ещё один визит в Уругвай.
В мае 2013 года президент Уругвая Хосе Мухика совершил так же официальный визит в Испанию.
Обе страны являются полноправными членами Ассоциации академий испанского языка и Латинского союза.

## Дипломатические представительства
Уругвай
- Посольство Испании находится в Монтевидео[3]

Испания
- Уругвайское посольство расположено в Мадриде[4]
- Генеральное консульство Уругвая находится в Барселоне[5]
- Генеральное консульство Уругвая находится в Лас Пальмас[6]
- Генеральное консульство Уругвая находится в Сантьяго[7]